# Gmina Vitanje
Vitanje – gmina w centralnej Słowenii. W 2002 roku liczyła 2300 mieszkańców.

## Miejscowości
Miejscowości wchodzące w skład gminy Vitanje:
- Brezen
- Hudinja
- Ljubnica
- Paka
- Spodnji Dolič
- Stenica
- Vitanje – siedziba gminy
- Vitanjsko Skomarje